# El despertar (pel·lícula de 2020)
El despertar és una pel·lícula dirigida per Kiko Ruiz Claverol, estrenada el 3 d'agost de 2020 a TV3 i Barça TV. Guionitzada per David Castillo, compta amb la interpretació de Lluís Marco, Natàlia Barrientos i Jordi Vilches.
L'obra narra la història d'un home, culer apassionat, que es desperta d'un coma i va recuperant la vitalitat gràcies a la seva neta que el fa viure, com si fos present, la temporada 2014-2015 del Futbol Club Barcelona, en la qual l'equip va guanyar la triple corona: Lliga, Copa i Lliga de Campions.

## Argument
La història es remunta al 21 de febrer de 2015 quan la Martina i el Pau, neta i avi respectivament, són a casa veient amb joia i il·lusió el partit de futbol que disputa el FC Barcelona contra el Màlaga CF. Des que els pares de la Martina van morir en un accident de cotxe, es cuiden fervorosament l'un a l'altre. De sobte, tot d'una, el Pau pateix un col·lapse i entra en coma. Sis mesos després desperta de la pèrdua de consciència i el metges recomanen a la Martina que el tracti amb cura i molta felicitat perquè pateix importants pèrdues parcials de memòria.
Inspirada en la pel·lícula Good Bye, Lenin!, la Martina pren de referència l'obra per crear un ambient d'il·lusió i emoció pel seu avi que el faci viure els mesos en els quals es trobava en coma i que el club blaugrana aconseguí els tres títols de la temporada: Lliga, Copa i Lliga de Campions. Gràcies a que la Martina fa les pràctiques a Barça TV pot aconseguir imatges dels millors partits de la temporada, com ara el 6 a 0 contra el Granada CF, el 3 a 1 contra l'Ajax AFC, el 2 a 1 contra el Reial Madrid CF, la victòria 0 a 1 a l'estadi Vicente Calderón o les finals de Copa i de Lliga de Campions, a Barcelona i Berlín respectivament.
Un tercer personatge entra en escena al llarg de l'obra. Es tracta del Quim, un extravagant amant de la festa i la música rock, que viu al pis de sota i que, de tant en tant, els visita tot seguint l'enganyifa piadosa de la Martina.

## Repartiment
| Intèrpret                  | Personatge                     |
| -------------------------- | ------------------------------ |
| Lluís Marco i Fernández    | Pau, avi de la Martina         |
| Natàlia Barrientos i Bueno | Martina, neta d'en Pau         |
| Jordi Vilches i Puigdemont | Quim, veí del Pau i la Martina |

## Recepció
El dia de la seva estrena, la pel·lícula obtingué la tercera plaça dels programes més vists durant la setmana a TV3, concretament assolí una audiència de 243.000 espectadors i una quota del 12%.